# اتما سینگ
اتما سینگ (به انگلیسی: Atma Singh) یک منطقهٔ مسکونی در پاکستان است که در پنجاب واقع شده‌است. اتما سینگ ۱۷۶ متر بالاتر از سطح دریا واقع شده‌است.